# NGC 821
NGC 821 је елиптична галаксија у сазвежђу Ован која се налази на NGC листи објеката дубоког неба.
Деклинација објекта је + 10° 59' 39" а ректасцензија 2h 8m 21,0s. Привидна величина (магнитуда) објекта NGC 821 износи 10,8 а фотографска магнитуда 11,8. Налази се на удаљености од 24,717 милиона парсека од Сунца. NGC 821 је још познат и под ознакама UGC 1631, MCG 2-6-34, CGCG 438-33, KARA 89, PGC 8160.